# Wicimice
Wicimice [vit͡ɕiˈmit͡sɛ] (tiếng Đức: Witzmitz) là một ngôi làng thuộc khu hành chính của Gmina Płoty, thuộc quận Gryfice, West Pomeranian Voivodeship, ở phía tây bắc Ba Lan. Nó nằm khoảng 11 kilômét (7 mi)   phía đông bắc Płoty, 14 km (9 mi) về phía đông nam Gryfice và 73 km (45 mi) về phía đông bắc của thủ đô khu vực Szczecin.

## Cư dân đáng chú ý
- Erich Hoffmann (1868-1959), bác sĩ da liễu
- Hans-Georg von der Osten (1895-1987), sĩ quan Luftwaffe